# Doris Altewischer
Doris Altewischer (* 8. Juni 1929 in Hamburg; † 25. Februar 2019) war eine deutsche Politikerin und Landtagsabgeordnete (CDU).

## Leben und Beruf
Nach dem Besuch der Volksschule und der Höheren Handelsschule mit dem Abschluss Abitur studierte sie an den Pädagogischen Hochschulen in Dortmund und Weilburg. Sie legte die erste und zweite Lehrerprüfung sowie das Montessori-Diplom ab. Anschließend war Altewischer im Schuldienst tätig. Bis 1980 war sie stellvertretende Landesvorsitzende des Verbandes Deutscher Sonderschulen.
Altewischer war seit 1961 Mitglied der CDU und in zahlreichen Gremien vertreten, so u. a. Vorsitzende der CDU Westfalen-Lippe.

## Abgeordnete
Vom 25. Juli 1966 bis zum 29. Mai 1985 war Altewischer Mitglied des Landtags des Landes Nordrhein-Westfalen. Sie wurde stets über die Reserveliste ihrer Partei gewählt.
Dem Stadtrat der Stadt Hamm gehörte sie von 1964 bis 1968 und von 1973 bis 1974 an.